# Cathédrale de Middlesbrough
La cathédrale de Middlesbrough (en anglais : Middlesbrough Cathedral) ou cathédrale Sainte-Marie (Saint Mary's Cathedral), est une cathédrale catholique romaine située à Middlesbrough, Angleterre. Elle est le siège du diocèse de Middlesbrough, dans la province ecclésiastique de Liverpool.
La cathédrale est un bâtiment moderne semblable à certains égards à la cathédrale catholique de Liverpool. Elle comprend le sanctuaire, la nef, la chapelle du Saint Sacrement, la sacristie, la salle paroissiale, le narthex (porche d'entrée) et le clocher. La première pierre a été bénie le dimanche 3 novembre 1985 par Augustin Harris, évêque de Middlesbrough.
L'architecte d'origine était Frank Swainston, décédé juste après que le plan fut validé. Son assistant, Peter Fenton, a élaboré les plans détaillés et a conçu le mobilier.

## Source
- (en) Cet article est partiellement ou en totalité issu de l’article de Wikipédia en anglais intitulé « Middlesbrough Cathedral » (voir la liste des auteurs).

### Lien extérieur
- Site officiel